# リップグリップ
リップグリップは、日本のお笑いコンビである。マセキ芸能社所属。

## メンバー
岩永 圭吾（いわなが けいご、1994年6月4日（31歳） - ）
ボケ、ネタ作り担当。立ち位置は向かって左。
東京都江東区出身、学習院初等科、聖光学院中学校・高等学校、京都大学法学部卒業。
身長162cm、体重40kg。足のサイズ25.5cm。血液型はA型。
野球、洋楽のFOB、MCR、The 1975、ザ・ロイヤル・コンセプト、マデオンが好き。
特技は勉強の指導、海外の実在する変な法律を言うこと。
アルバイトで家庭教師として受け持っていた生徒が模試で全国1位を取り、時給が12000円になったというエピソードがある。
3度の留年を経て東京から京都に通学しながら2020年に大学を卒業した。
かつては徳原旅行、夏目一年生（元ゆっこ）、がまの助（元竹内ズ、現にょぼりげ）、山田ボールペンなどとルームシェアをしていたが、2023年3月末に解消。現在は実家暮らし。
スケベコンテンツに造詣が深く、トークライブ「スケベ大学」を主宰する。
2024年7月21日に自身の個人YouTubeチャンネル「スケ大チャンネル(学長岩永)」を開設した。
倉田 シウマイ（くらた シウマイ、1994年6月11日（31歳） - ）
本名及び旧芸名、倉田 紘顕（くらた ひろあき）。2024年1月8日のイベントにて現在の芸名に改名した。
ツッコミ担当。立ち位置は向かって右。
神奈川県横浜市出身、聖光学院中学校・高等学校、京都大学総合人間学部卒業。
身長172.5cm、体重66kg。足のサイズ26.5cm。血液型はB型。
Perfume、Oasisが好き。
『ハリー・ポッター』シリーズの大ファンで、同作品をテーマにして大学の卒論を書いている。
大学時代は熊野寮に住んでいた。
新書を年間約100冊紹介する個人YouTubeチャンネル「新書といっしょ」を運営している。
自身のギャグを漫才形式でゲストに見守ってもらうライブ「ギャグマン」を不定期で開催している。

## 来歴
小さい頃からお笑い好きの岩永が「ハイスクールマンザイ」に影響を受けてネタを作り相方探しをしていたところ、ネタの台本を読んだ倉田が面白いと感じたため中学3年生の時にコンビを結成。当時はともにバスケットボール部に所属しており、同期にボート選手の荒川龍太がいた。
聖光学院高等学校に進学後、高校生限定の漫才大会「ハイスクールマンザイ」に3年間全て出場。3年連続地区優勝はしたものの全国大会に進むことはできなかった。この時に、2010年ハイスクールマンザイ・イオン浦和美園予選、2012年船橋予選にてイオン賞を受賞している。
岩永は当時からプロの芸人を目指し、箔付けのために東大受験を考えていたが、当時出演していたK-PRO主催ライブの作家に「お笑いをやるなら京大」と京都大学を薦められ、お笑いのイメージが強い関西へ行くことを決意。倉田はそれに従い、同じく京都大学を受験。岩永は現役合格、倉田は一年浪人を経て合格した。しかし岩永は留年を繰り返し、卒業を追い越されている。
大学に通いながらお笑いバトルライブ「コメディスタジアム」で漫才を披露していると、主催者からラジオ出演を紹介され、局のプロデューサーの目に留まり、FM aiaiにて「ミライラヂオ～そうだ京大生に聞こう」（2015年4月より日曜23時 - ）がスタート。
2011年よりK-PRO主催・16 - 22歳のお笑いバトルライブ『ジャンジャンLIVE』『バリバリLIVE』に参加。上位ランクである『ジャンジャンLIVE』のメンバー内では唯一の高校生コンビで、この頃から既にお笑いバトルに参戦している。
2019年3月よりスパンキープロダクションを離れ、東京を拠点にフリーで活動。同年11月にマセキ芸能社預かりのマセキユースに入る。
2025年3月をもってマセキユースを卒業し、マセキシニアユースへ昇格。
また、M-1グランプリには結成当初から参加しており、2015・17・18・21・24年に3回戦に進出。

## 芸風
主にしゃべくり漫才。勉強ネタや学歴ネタが多い。
2022年まではネタの冒頭にて倉田が「二人とも京都大学を卒業しています」と言っていたが、現在は使用されていない。
スパンキープロダクション時代はコント漫才やコントも演じており、同事務所所属のポインセチアと共にコントを演じるユニットライブを行っていた。

## 出囃子
Superfriends「1994」
『ごきんじょ冒険隊』通常戦闘BGM（ライブマン主催ライブなど）

## 賞レース成績

### M-1グランプリ
| 年度（回）       | 結果      | No.  | 備考 |
| ---------------- | --------- | ---- | ---- |
| 2010年（第10回） | 2回戦進出 |      |      |
| 2015年（第11回） | 3回戦進出 | 1633 |      |
| 2016年（第12回） | 2回戦進出 | 2855 |      |
| 2017年（第13回） | 3回戦進出 | 1716 |      |
| 2018年（第14回） | 3回戦進出 | 2320 |      |
| 2019年（第15回） | 2回戦進出 | 2457 |      |
| 2020年（第16回） | 2回戦進出 | 303  |      |
| 2021年（第17回） | 3回戦進出 | 631  |      |
| 2022年（第18回） | 2回戦進出 | 1519 |      |
| 2023年（第19回） | 2回戦進出 | 2114 |      |
| 2024年（第20回） | 3回戦進出 | 2173 |      |

### R-1グランプリ
- 2022年 - 準々決勝進出（倉田）[10]
- 2024年 - 1回戦敗退（倉田）[11]
- 2025年 - 1回戦敗退（倉田）[12]

### その他
- 2024年 MASEKI UNDER 9 グランプリ 決勝進出[13]

## 出演

### テレビ番組
- 好きか嫌いか言う時間（2016年8月 - 、TBSテレビ、準レギュラー）
- お願い!ランキング～カズレーザークリニック～（2016年11月30日、テレビ朝日）
- マヨなか笑人（2018年3月16日・4月27日、読売テレビ）
- ひるキュン!（2018年4月9日、TOKYO MX）
- 前略、西東さん（2018年11月24日・2019年10月26日、中京テレビ放送）
- さんまの東大方程式（2019年4月7日、フジテレビ） - 岩永のみ
- 勇者ああああ（2020年2月20日・6月4日、テレビ東京） - 岩永のみ
- 言霊荘 第1話（2021年10月9日、テレビ朝日）- 倉田のみ
- 家政夫のミタゾノ 第6シリーズ 第4話（2023年10月31日、テレビ朝日） - 倉田のみ、婚活番組の出演者 役
- 不気味な答え 恋愛考察ミステリー（2024年8月2日・8月9日・8月16日、テレビ朝日）- 倉田のみ
- フォレスト 第6話（2025年2月16日、テレビ朝日）- 倉田のみ、刑事役
- 野田クリの野望～ゲーム天下統一への道（2025年4月1日、TOKYO MX） - 岩永のみ

### ラジオ番組
- ミライラヂオ～そうだ京大生に聞こう（2015年4月-2018年3月、FM aiai）
- リップグリップの別解（2019年5月16日-、Webラジオ）
- リップグリップの出典（2022年10月16日-、Podcast）

### Web番組
- アメトーークCLUB（エロゲーム大好き芸人）- 岩永のみ

### 舞台・ライブ

#### 出演ライブ
- スパンキーお笑いライブ（道頓堀ZAZA 地下１階）
- コメディスタジアム（阿倍野）
- 雅ライブ（京都市東山青少年活動センター2階）（2017年3月26日、終了）
- 放課後気ままなお笑ライフ（しもきた空間リバティ、池尻大橋がやがや館）
- ケミカルX（2020年9月22日～、しもきたドーン、新宿バティオス） - 芸人7組によるユニットライブ
- モータースLIVE！（2020年12月13日～、下北沢シアターミネルヴァ、しもきたドーン、新宿レフカダ）
- 唇大組織大石（旧タイトル：大石兄弟）（2025年3月10日～、高円寺ジュンジョー、新宿バティオス、サンガイノリバティ） - 芸人5組によるユニットライブ

#### 事務所ライブ
- ジャンピングイエロー（マセキ芸能社定期ライブ、2019年12月8日、2023年3月12日、2023年5月12日、新宿Fu-）
- フライングピンク（マセキ芸能社定期ライブ、2020年1月9日～2月10日・2020年10月10日～2020年12月11日、新宿Fu-）
- ライジングオレンジ（マセキ芸能社定期ライブ、2020年7月10日～2020年9月10日・2021年2月8日～2025年3月9日、新宿Fu-）
- アンスリウムレッド（マセキ芸能社定期ライブ、2025年4月7日～2025年6月12日、新宿Fu-）
- ネモフィラブルー（マセキ芸能社定期ライブ、2025年7月15日～、野方区民ホール）
- MGC（マセキ芸能社主催ライブ、2021年7月16日・2024年4月23日、座・高円寺2）
- MGeC（マセキ芸能社主催ライブ、2021年10月19日・2022年4月20日・2023年1月24日、座・高円寺2、野方区民ホール）
- 真夏の笑フェス2024（マセキ芸能社主催ライブ、2024年8月1日-8月2日、上野恩賜公園野外ステージ）

#### 主催ライブ
| タイトル                  | 日時     | 会場                             | 備考 |
| ------------------------- | -------- | -------------------------------- | ---- |
| リップグリップの靄々      | 2月17日  | 新宿fu-+803                      |      |
| リップグリップの靄々vol.2 | 3月28日  | 新宿fu-+803                      |      |
| リップグリップの靄々vol.3 | 5月22日  | 新宿ROCK CAFE LOFT               |      |
| ギャグマン                | 6月19日  | 新宿fu-+803                      |      |
| リップグリップの靄々vol.4 | 7月24日  | 新宿fu-+803                      |      |
| ギャグマン2               | 7月29日  | 阿佐ヶ谷アートスペース・プロット |      |
| ギャグマン3               | 8月25日  | 新宿fu-+803                      |      |
| ギャグマン4               | 9月30日  | 新宿fu-+801                      |      |
| ギャグマン5               | 10月29日 | 新宿fu-+803                      |      |
| ギャグマン6               | 11月25日 | 新宿fu-+803                      |      |

| タイトル                 | 日時    | 会場                             | 備考         |
| ------------------------ | ------- | -------------------------------- | ------------ |
| ギャグマン7              | 1月28日 | 新宿fu-+801                      |              |
| ギャグマン8              | 2月25日 | 新宿fu-+803                      |              |
| あとで詳しく話すから     | 3月26日 | 阿佐ヶ谷アートスペース・プロット |              |
| 正解のあるパワポカラオケ | 3月26日 | 阿佐ヶ谷アートスペース・プロット |              |
| ギャグマン9              | 3月31日 | 新宿fu-+803                      |              |
| ギャグマン10             | 4月29日 | 新宿fu-+803                      |              |
| ギャグマン10             | 6月2日  | 新宿fu-+803                      |              |
| ギャグマン11             | 6月30日 | 阿佐ヶ谷アートスペース・プロット |              |
| 朝活大喜利曜日対抗戦     | 6月30日 | 阿佐ヶ谷アートスペース・プロット |              |
| ギャグマン12             | 8月4日  | 新宿fu-+803                      |              |
| THE GAGMAN               | 9月1日  | 新宿fu-+803                      |              |
| 朝活大喜利曜日対抗戦     | 9月29日 | 阿佐ヶ谷アートスペース・プロット | 倉田のみ出演 |
| リップグリップの初版     | 9月29日 | 阿佐ヶ谷アートスペース・プロット |              |
| THE GAGMAN 2             | 9月29日 | 阿佐ヶ谷アートスペース・プロット | 倉田のみ出演 |
| THE GAGMAN 3             | 11月4日 | 新宿fu-+803                      |              |
| 京都大学卒業生の         | 11月4日 | 新宿fu-+803                      |              |
| THE GAGMAN 4             | 12月1日 | 新宿fu-+803                      |              |
| リップグリップの靄々     | 12月1日 | 新宿fu-+803                      |              |

| タイトル                                     | 日時    | 会場                             | 備考         |
| -------------------------------------------- | ------- | -------------------------------- | ------------ |
| THE GAGMAN 5                                 | 1月5日  | 新宿fu-+803                      |              |
| カコムタクのボドゲを遊び尽くすライブ         | 1月5日  | 新宿fu-+803                      |              |
| 朝活大喜利の集い 砂糖の部                    | 1月13日 | 新宿fu-+803                      | 倉田のみ出演 |
| 朝活大喜利の集い 塩の部                      | 1月13日 | 新宿fu-+803                      | 〃           |
| 朝活大喜利の集い 酢の部                      | 1月13日 | 新宿fu-+803                      | 〃           |
| 朝活大喜利の集い 醤油の部                    | 1月13日 | 新宿fu-+803                      | 〃           |
| 朝活大喜利の集い 味噌の部                    | 1月13日 | 新宿fu-+803                      | 〃           |
| 新書のすゝめ                                 | 2月2日  | 阿佐ヶ谷アートスペース・プロット | 〃           |
| THE GAGMAN 6                                 | 2月2日  | 阿佐ヶ谷アートスペース・プロット | 〃           |
| 倉田シウマイの節分                           | 2月2日  | 阿佐ヶ谷アートスペース・プロット | 〃           |
| リップグリップの遭遇                         | 2月11日 | 新宿fu-+803                      |              |
| まるはげ短歌丼                               | 2月11日 | 新宿fu-+803                      | 倉田のみ出演 |
| 朝活大喜利曜日対抗戦                         | 3月1日  | 阿佐ヶ谷アートスペース・プロット | 〃           |
| ギャグマン13                                 | 3月1日  | 阿佐ヶ谷アートスペース・プロット |              |
| 京都大学卒業生と                             | 3月1日  | 阿佐ヶ谷アートスペース・プロット |              |
| ない概論                                     | 3月15日 | 阿佐ヶ谷アートスペース・プロット | 倉田のみ出演 |
| RECORDING GAGMAN                             | 3月15日 | 阿佐ヶ谷アートスペース・プロット | 〃           |
| 倉田シウマイの雛祭                           | 3月15日 | 阿佐ヶ谷アートスペース・プロット | 〃           |
| THE GAGMAN 7                                 | 4月6日  | 新宿fu-+803                      |              |
| 『正反対な君と僕』について語らせてください！ | 4月6日  | 新宿fu-+803                      | 倉田のみ出演 |
| ない概論 2                                   | 4月20日 | 阿佐ヶ谷アートスペース・プロット | 〃           |
| 倉田シウマイの花見                           | 4月20日 | 阿佐ヶ谷アートスペース・プロット | 〃           |
| カコムタクのボドゲを遊び尽くすライブ 2       | 4月20日 | 阿佐ヶ谷アートスペース・プロット |              |
| THE GAGMAN 8                                 | 5月4日  | 新宿fu-+803                      |              |
| 続・新書のすゝめ                             | 5月4日  | 新宿fu-+803                      | 倉田のみ出演 |
| ない概論 3                                   | 5月25日 | 阿佐ヶ谷アートスペース・プロット | 〃           |
| マセキ短歌会                                 | 5月25日 | 阿佐ヶ谷アートスペース・プロット | 〃           |
| コレが偏見なワケないだろ                     | 5月25日 | 阿佐ヶ谷アートスペース・プロット | 〃           |
| THE GAGMAN 9                                 | 6月1日  | 新宿fu-+803                      |              |
| 谷九高校軽音部について語らせてください！     | 6月1日  | 新宿fu-+803                      |              |
| ない概論 4                                   | 6月14日 | セシオン杉並 講座室              | 倉田のみ出演 |
| 朝活大喜利曜日対抗戦                         | 6月22日 | 阿佐ヶ谷アートスペース・プロット | 〃           |
| 『妄想プロフィール』を遊び尽くすライブ       | 6月22日 | 阿佐ヶ谷アートスペース・プロット | 〃           |
| よみきかせ                                   | 6月22日 | 阿佐ヶ谷アートスペース・プロット | 〃           |
| ない試験                                     | 6月28日 | セシオン杉並 講座室              | 〃           |
| コレで俺が負けるワケないだろ                 | 7月5日  | 阿佐ヶ谷アートスペース・プロット | 〃           |
| THE GAGMAN 10                                | 7月5日  | 阿佐ヶ谷アートスペース・プロット |              |
| マセキ短歌会 2                               | 7月5日  | 阿佐ヶ谷アートスペース・プロット | 倉田のみ出演 |

## 出版

### 書籍
- スケベ大学公式解説＆問題集（2025年6月4日、開発社）リップグリップ岩永名義　ISBN 978-4759101737